# Triumfetta chihuahuensis
Triumfetta chihuahuensis är en malvaväxtart som beskrevs av Standley. Triumfetta chihuahuensis ingår i släktet triumfettor, och familjen malvaväxter. Inga underarter finns listade i Catalogue of Life.